# Ниццкий договор
Ниццкий договор был подписан европейскими лидерами 26 февраля 2001 года и вступил в силу 1 февраля 2003 года. Он внес изменения в Маастрихтский договор (или Договор о Европейском союзе), а также Римский договор (или Договор о создании Европейского сообщества). Ниццкий договор реформировал институциональную структуру Европейского союза для расширения на восток, то есть способствовал задаче, которая была изначально поставлена Амстердамским договором, но не была решена на текущий момент.
Вступление договора в силу некоторое время было под сомнением после его отклонения гражданами Ирландии на референдуме в июне 2001. В результате договор был принят лишь после повторного референдума, состоявшегося чуть более года спустя.

## Положения договора
Согласно официальному определению главной целью Договора является завершение процесса подготовки к функционированию институтов в рамках Европейского Союза, начатого Амстердамским договором. Общая ориентация на подготовку к расширению и стремление предотвратить и минимизировать риски, связанные со вступлением большой группы новых государств-членов.
Реформируются практически все институты Евросоюза. Меняется численный состав и полномочия Европейского парламента. Пересматривается и строго фиксируется количество голосов, которое имеет каждое государство-член в Совете ЕС. Одновременно вносятся изменения в процедуру голосования и определяется кворум и порог численного большинства, необходимый для принятия решений (обязательна сумма голосов устанавливается не только для государств-членов, но и для всех государств-кандидатов на вступление в ЕС).
Договор предусматривает масштабную реформу судебной системы ЕС. Вводится такая структура судебных инстанций как Суд ЕС, Суд первой инстанции (СПИ) и специализированные судебные палаты. СПИ приобретает фактически статуса суда общей юрисдикции и наделяется соответствующей компетенцией. Детали изменений, которые проводятся, фиксируются в новом Уставе Суда ЕС, который прилагается к Ниццкому договору и дополняется дальнейшими решениями Совета ЕС.